# Silas
Silas va ser un dels anomenat Setanta deixebles, company de Pau de Tars en els seus viatges d'evangelització. És venerat com a sant a tota la cristiandat.
Hi ha una certa polèmica sobre si és la mateixa persona que s'anomena Silvà al Nou Testament, en aquest cas seria el col·laborador de la Primera Epístola als Tessalonicencs. Altres estudiosos afirmen que es tracta de dos personatges diferents, essent Silas bisbe de Corint.

## Biografia
Cristià de la comunitat de Jerusalem, fou escollit, amb Judes Barsaba, per acompanyar Pau i Bernabé apòstol a Antioquia, per tal de comunicar oficialment les decisions del Concili de Jerusalem, entre elles les d'admetre gentils al cristianisme sense exigir-los el respecte a les tradicions jueves com la circumcisió (ell mateix era ciutadà romà i, per tant, una prova de la veracitat de la conclusió). Segons una tradició, ja no va tornar a Jerusalem i restà a Antioquia.
Segons altres, anà amb Pau, ja separat de Bernabeu, i Timoteu a Listra. Amb Pau, guareix una dona posseïda pel dimoni a Filipos i protagonitza diversos aldarulls amb jueus hostils al cristianisme, segons es narra als Fets dels Apòstols. També fou amb Pau a Tessalònica, on, després d'haver convertit algunes persones, foren perseguits i es refugiaren a la casa de Jàson de Tars. Anaren després a Berea i, quan Pau marxà a Atenes, Silas continuà a Tessalònica amb Timoteu.
A Corint, torna a trobar Pau, com diu l'Epístola als Corintis. Des de llavors no se'n sap res més. Cap al 62-64 es troba vora Pere apòstol i potser redactà la Primera Epístola de Pere adreçada a les comunitats de l'Àsia Menor. Segons Adolf von Harnack podria haver estat l'autor de l'Epístola als Hebreus.
És celebrat el 13 de juliol pels catòlics, el 26 de gener pels luterans i el 30 de juliol pels ortodoxos.